# فياتشيسلاف سيرديوك
فياتشيسلاف سيرديوك (بالأوكرانية: Сердюк В'ячеслав Олександрович)‏ هو لاعب كرة قدم أوكراني في مركز الدفاع، ولد في 28 يناير 1985 في شوستاكا في أوكرانيا. لعب مع أرسنال كييف وتوربيدو جودينو ونادي دنيبرو دنيبروبتروفسك ونادي غوميل.

## وصلات خارجية
- فياتشيسلاف سيرديوك على موقع اتحاد أوكرانيا (الإنجليزية)
- فياتشيسلاف سيرديوك على موقع قاعدة بيانات كرة القدم.إي يو (الإنجليزية)
- فياتشيسلاف سيرديوك على موقع Soccerway.com (الإنجليزية)